# Flensau

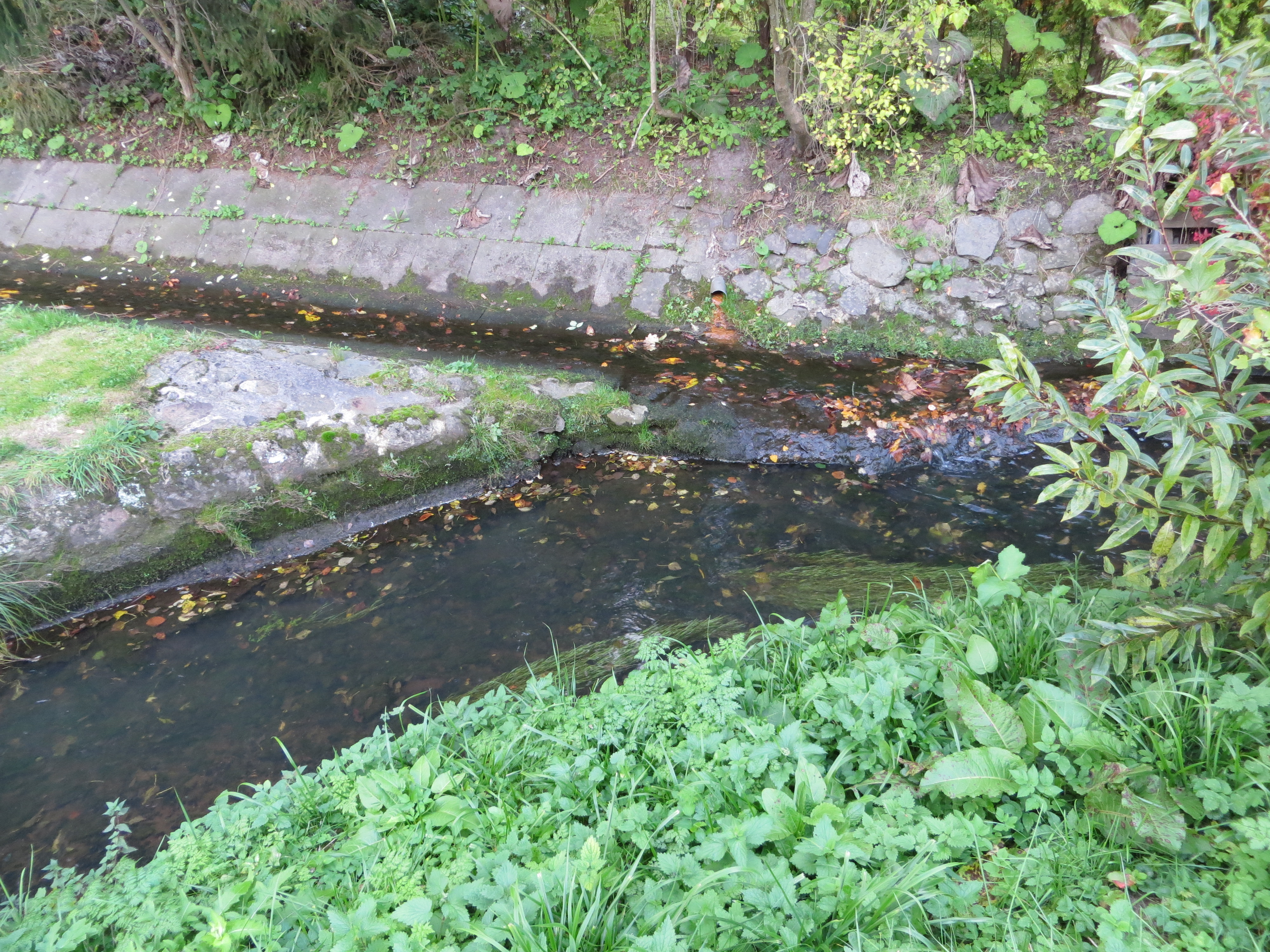
Die Flensau fließt bei der Nikolaiallee in den Mühlenstrom.

Flensau ist ein Bach im Süden der Stadt Flensburg. Der um den Bach umliegende Landschaftsteil trägt den Namen Flensautal.

## Hintergrund
Der Fluss liegt zu einem großen Teil verrohrt unter dem Erde des Stadtteils Westliche Höhe. An drei Grundstücken zwischen dem Matthias-Claudius-Weg und Fritz-Graef-Weg (früher Kleingärten) taucht die Flensau für wenige Meter aus der Verrohrung auf. An der Westerallee zwischen der Bundesstraße 200 und dem Sportplatz des Polizeivereins tritt sie wieder und öffentlich einsehbar zu Tage. Sie besteht dort aus einem tiefliegenden Graben mit Trapezprofil, der durch die dortige Grünzone führt. Ein benachbartes Stillgewässer mit einem kleinen Teich bereichert die besagte Grünzone. Die Flensau fließt zunächst in südöstlicher Richtung, um bei der Straße Am Friedenshügel wider im Boden zu verschwinden. Südlich auf der östlichen Rückseite der Hannah-Arendt-Schule Flensburg tritt sie erneut zu Tage. Im dortigen naturbelassenen Gelände durchfließt sie in östlicher Richtung zwei „Flensau-Teiche“, um schließlich zwischen Privatgrundstücken optisch weitgehend zu verschwinden. Dort nahe der Nikolaialee mündet sie letztlich im Mühlenstrom.
Eine kaum verbreitete und kaum anerkannte These geht im Übrigen davon aus, die Stadt Flensburg ihren Namen möglicherweise der vom Stadtkern abgelegen, unscheinbaren, namensähnlichen Flensau verdanken könnte.

## Trivia
Die Flensburger Seereederei Rolf-Dieter Nissen benannte eines ihrer Frachtschiffe, die von 1978 bis 1986 in ihrem Dienst fahrende Flensau, nach dem Bach.